# La transfiguración (Rafael)
La Transfiguración (en italiano, La trasfigurazione) es una pintura del artista renacentista Rafael Sanzio, que fue realizada cerca 1517-1520, dentro del periodo romano del artista. Esta obra está considerada su última pintura, que dejó inacabada y que se cree fue completada por su alumno Giulio Romano poco después de la muerte de Rafael en 1520. Es una pintura al óleo sobre tabla, de 405 centímetros de alto y 278 cm de ancho. Se conserva en la Pinacoteca Vaticana (Museos Vaticanos), Ciudad del Vaticano.

## Historia
La obra fue un encargo del cardenal Julio de Médici en 1516 para la catedral titular de San Justo en Narbona, Francia, sede obispal del comitente. Al artista italiano Sebastiano del Piombo se le encargó, al mismo tiempo, la pintura de La resurrección de Lázaro para la catedral (actualmente en la National Gallery de Londres).
Después de la muerte prematura de Rafael en 1520, el cardenal retuvo la pintura en lugar de enviarla a Francia. Posteriormente la donó a la iglesia de San Pietro in Montorio, Roma. Fue robada por las tropas francesas y llevada a París en 1797, pero después de 1815 fue devuelta al Vaticano, donde se encuentra actualmente. 
Una notable copia al óleo, realizada por Gianfrancesco Penni, discípulo de Rafael ordenada por Julio de Médici, se conserva en el Museo del Prado de Madrid. Es de formato casi idéntico, pero difiere en algunos detalles y presenta una iluminación menos contrastada.
Una copia en mosaico de la misma pintura se instaló en la Basílica de San Pedro en la Ciudad del Vaticano en 1767.
La restauración ha devuelto a los colores su máxima expresividad.

## Análisis
Constituye un resumen de toda la evolución artística de Rafael. Inicialmente, la Transfiguración se había pensado de modo distinto: la primera idea era representar una teofanía (aparición de Dios), pero influido por Sebastiano del Piombo, Sanzio decide dividir la escena, adoptando una composición original. Las dos partes, bien distintas, en las que se divide, narran episodios sucesivos del Evangelio de Mateo: capítulo 17, versículos 1 a 13. La parte superior de la pintura muestra la transfiguración de Jesucristo en el monte Tabor, con Cristo transfigurado flotando entre nubes suavemente iluminadas, situado entre los profetas Moisés y Elías con quienes está conversando, según el relato del evangelista Mateo. Debajo de él hay tres discípulos, en tierra, asustados (Pedro, Santiago y Juan).

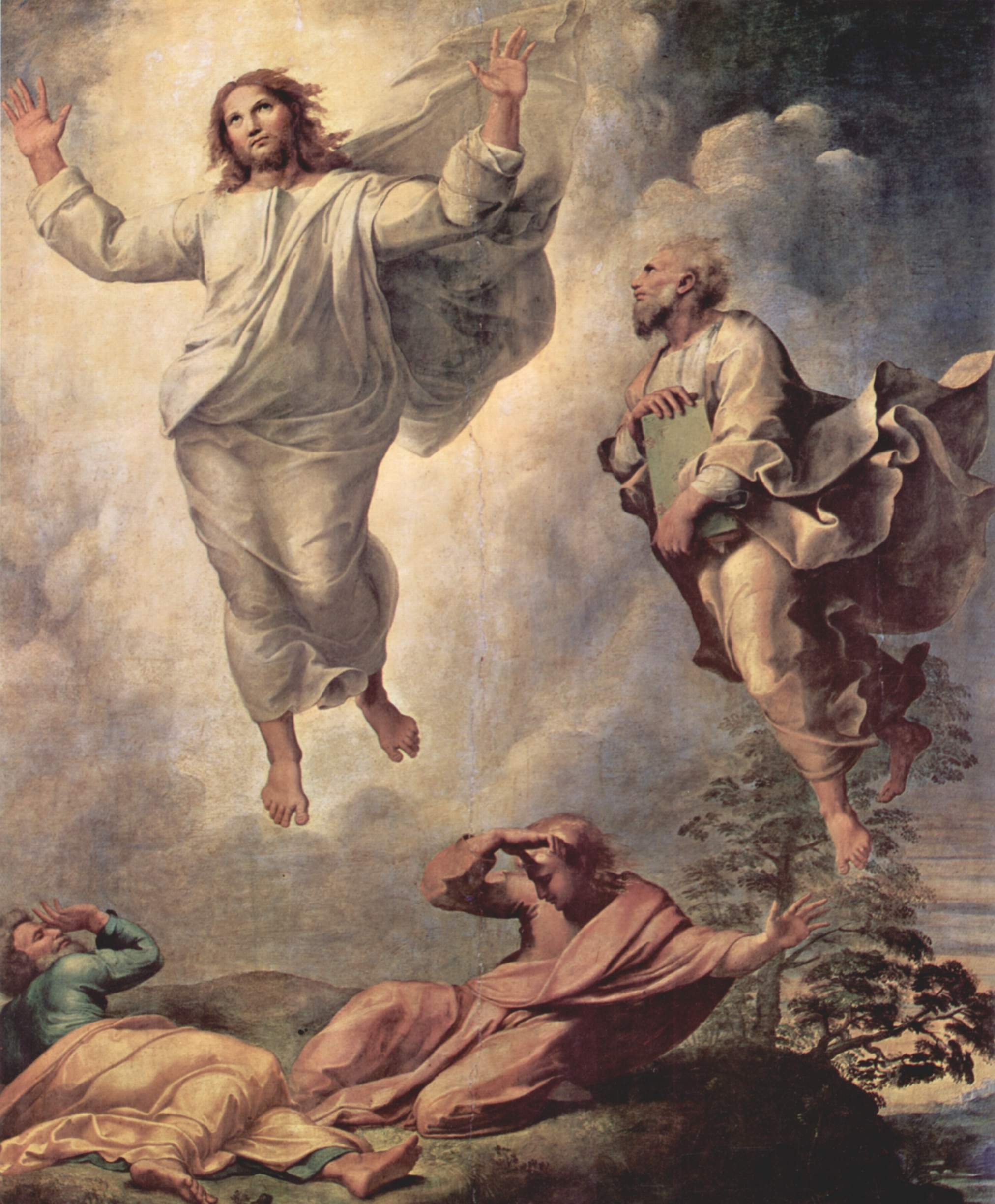
Detalle: Jesucristo.

En la parte inferior, Rafael representa a los Apóstoles intentando, sin éxito, liberar a un niño poseído de los demonios o epiléptico. Son incapaces de curar al niño enfermo hasta la llegada de Jesucristo, recientemente transfigurado, quien lleva a cabo el milagro. 
La Transfiguración de Rafael constituye el comienzo de una nueva era, prefigurando el manierismo, como se evidencia en las posturas estilizadas y retorcidas de la parte inferior; pero también anticipa el arte barroco, como se evidencia en la tensión dramática de la que están imbuidas tales figuras, así como en el fuerte uso del claroscuro.  
En el nivel más simple, la pintura puede interpretarse como representación de una dicotomía: arriba, el poder redentor de Cristo, abajo, las debilidades de los hombres. La zona celestial de Cristo redentor se caracteriza por la pureza y la simetría, con figuras menos táctiles y tratadas con colores más claros. En cambio, la zona inferior es una escena oscura, caótica, en la que hay fuertes contrastes cromáticos. 
Ambas partes, sin embargo, mantienen cierta relación gracias sobre todo a la pared rocosa en sombras. También hay figuras en la parte inferior que apuntan a la superior, con claras diagonales que llevan la mirada hacia arriba.
El filósofo Nietzsche interpretó la pintura en su libro El nacimiento de la tragedia como una imagen del conflicto entre los principios apolíneos y dionisíacos.
El pintor y escultor del siglo XVI, Giorgio Vasari, escribió en su obra Vida de los mejores arquitectos, pintores y escultores italianos que la Transfiguración fue la obra «más bella y más divina» de Rafael.